# Magnesiumresorption
Die Magnesiumresorption, auch Magnesiumabsorption, also die Aufnahme von Magnesium in den Körper, erfolgt vorwiegend im oberen Dünndarm. Dabei werden etwa 40 % des Magnesiums aus der Nahrung aufgenommen. Die Aufnahme des Magnesiums erfolgt in der aktiven Form als Mg2+ über Ionenkanäle wie TRPM6 und TRPM7 im Dünndarm und den Nieren durch renale Rückresorption. Durchschnittlich werden etwa 0,15 bis 0,2 mmol Magnesium pro kg Körpergewicht aufgenommen, wovon etwa 60 % mit dem Stuhl, 40 % über den Urin ausgeschieden werden. 99 % des Magnesiums liegt in den Zellen (intrazellulär), nur etwa 1 % in der extrazellulären Flüssigkeit und hier etwa zur Hälfte in freier Form und zum anderen gebunden an Albumin und Komplexbildner vor. Etwa 75 % des Magnesium-Gehalts im Blut werden in der Niere ultrafiltriert und davon 50–60 % im dicken Teil der aufsteigenden Henle-Schleife zurückresorbiert.
Die Aufnahme des absorbierten Magnesiums in die Zellen ist umso höher, je größer der Magnesiummangel im Organismus ist. Zudem ist die Resorption deutlich höher, wenn kleinere Mengen über den Tag verteilt dem Körper zugeführt werden und ausreichend Vitamin D3 zur Verfügung steht.
Hochdosierte Magnesiumgaben (250 mg und mehr) können das natürliche Mengenverhältnis der Nährstoffe aus dem Gleichgewicht bringen, so z. B. die Resorption von Calcium und Zink beeinträchtigen. (Auf der anderen Seite verstärken hohe orale Calciumdosen einen Magnesiummangel.) Auch aus diesem Grunde warnt das Bundesinstitut für Risikobewertung vor Überdosierungen. So „wurde für erwachsene Personen einschließlich Kinder ab vier Jahren für die zusätzliche Zufuhr von leicht dissoziierbaren (d. h. auflösbaren) Magnesiumsalzen (d. h. Magnesiumchlorid, -sulfat, -aspartat, -laktat) oder Stoffen wie Magnesiumoxid über Nahrungsergänzungsmittel, Wasser oder angereicherten Lebensmitteln, ein UL von 250 mg pro Tag abgeleitet.“ Die tägliche Obergrenze für elementares Magnesium aus Nahrungsergänzungsmitteln und Medikamenten liegt laut NIH bei 350 mg.

## Einflussfaktoren
Die Magnesiumresorption im Dünndarm wird vor allem bei Anwesenheit von Eiweiß und Vitamin D sowie durch Somatotropin und Parathormon gesteigert. Die Rückresorption in der Niere wird durch Parathormon und Magnesiummangel gesteigert und durch Somatotropin, Aldosteron, ADH und Schilddrüsenhormone verringert.
Der physiologische und basische Wirkstoff Magnesiumcitrat wird besonders gut verstoffwechselt, da das Citrat (Zitronensäure) als körpereigener Bindungsstoff natürlicherweise im Organismus vorhanden ist. Zudem wirkt das Citrat-Anion im Stoffwechsel basisch und trägt zur Regulation des Säure-Basen-Haushaltes bei.